# Wohlwollen
Unter Wohlwollen versteht man in der Moralphilosophie eine Grundhaltung oder Tugend, die auf das Wohl anderer Menschen gerichtet ist. Je nach ethischer Konzeption gilt Wohlwollen als ein zentrales, sehr häufig sogar als das schlechthin maßgebliche Kriterium zur moralischen Bewertung von Handlungen. Der Begriff ist im 16. Jahrhundert als Lehnübersetzung des lateinischen Wortes benevolentia ins Deutsche eingegangen. Wohlwollen beinhaltet Formen einer gütigen Haltung und einer Offenheit gegenüber den Anliegen einer Person, zu der eine kommunikative Beziehung besteht.

## Philosophie
Für Immanuel Kant ist Wohlwollen die einzige Primärtugend: „Es ist überall nichts in der Welt, ja überhaupt auch außer derselben zu denken möglich, was ohne Einschränkung für gut könnte gehalten werden, als allein ein guter Wille“. Fehle dieser, können alle anderen Tugenden „auch äußerst böse und schädlich werden“.

## Erklärungen
Mit Wohlwollen ist eine Handlung gemeint, die 
- bewusst und vorsätzlich getan wird,
- selbstlos (altruistisch) auf andere Menschen ausgerichtet ist,
- Wohlbefinden und Freude bewirken will.

Formen des Wohlwollens sind
- bewusste Solidarität üben,
- Einfühlung geben (Empathie),
- erwidernde Dankbarkeit,
- Sympathie äußern.

## Redewendungen
Zugehörige Wörter und Redensarten:
- jemandem/einer Sache wohlwollend/mit Wohlwollen gegenüberstehen
- jemandem/einer Sache Wohlwollen entgegenbringen
- eine Sache wohlwollend prüfen
- bei allem Wohlwollen
- jemandes Wohlwollen genießen
- in einer Angelegenheit auf jemandes Wohlwollen angewiesen sein
- sich jemandes Wohlwollen erhalten

## Verwandte Begriffe
- Gunst, als Begriff sehr ähnlich dem Wohlwollen
- Win-win, eine Situation, die für beide Beteiligte ein Gewinn ist
- Reziprozität, die Gegenseitigkeit von Wohlwollen
- Missgunst, Neid und Aggression bezeichnen gegenteilige Begriffe
- Pluralis Benevolentiae, Plural des Wohlwollens als inklusives Wir
- Captatio Benevolentiae, Erheischen des Wohlwollens als rhetorische Figur